# Hlušovice
Hlušovice är en ort i Tjeckien.   Den ligger i regionen Olomouc, i den östra delen av landet, 210 km öster om huvudstaden Prag. Hlušovice ligger 219 meter över havet och antalet invånare är 369.
Terrängen runt Hlušovice är platt åt sydväst, men åt nordost är den kuperad.Runt Hlušovice är det ganska tätbefolkat, med 144 invånare per kvadratkilometer. Närmaste större samhälle är Olomouc, 5,1 km söder om Hlušovice. Trakten runt Hlušovice består till största delen av jordbruksmark.